# نهر لاغت

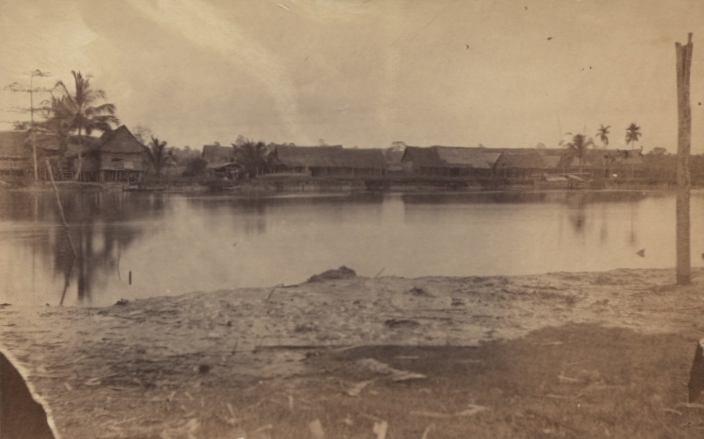
قرية صينية على نهر لاغت 1874

نهر لاغت هو نهر يجري في ولاية سلاغور في ماليزيا. طول النهر 78كم، حيث ينبع من جبل نوانغ في سلسلة جبال تيتيونغسا. يجري النهر غربا نحو مضيق ملقا.
أبرز روافد النهر هي نهر سمنيه [الماليزية] ونهر لابو [الماليزية].